# John Gainsford
John Leslie Gainsford, né le 4 août 1938 à Germiston (Afrique du Sud) et mort le 18 novembre 2015 au Cap (Afrique du Sud), est un joueur international sud-africain de rugby à XV au poste de trois-quarts centre (1,83 m pour 82 kg).

## Carrière
Il a effectué son premier test match avec les Springboks le 30 avril 1960 à l'occasion d'un match contre l'Écosse. Son dernier test match a été effectué contre la France, le 29 juillet 1967.
En club, il a joué pour la Western Province et les South Western Districts.

## Palmarès
- 33 sélections avec l'équipe d'Afrique du Sud
- Sélections par années : 7 en 1960, 5 en 1961, 3 en 1962, 4 en 1963, 2 en 1964, 8 en 1965, 3 en 1967